# Instituto Euvaldo Lodi

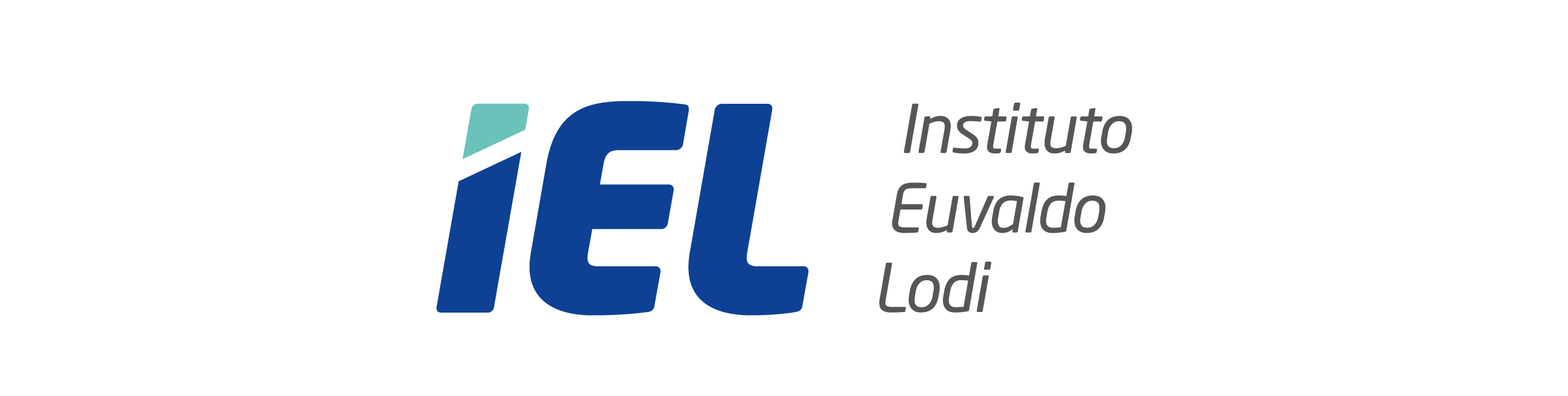
Logo do IEL

O Instituto Euvaldo Lodi, mais conhecido pelo seu acrônimo IEL, foi criado em 1969 e faz parte do Sistema Indústria, junto com CNI, SENAI e SESI.
Sua finalidade é de promover a interação entre as universidades e a indústria, visando o desenvolvimento de serviços que favoreçam o aperfeiçoamento da gestão e a capacitação empresarial. Com 92 unidades localizadas em todo o território nacional, o IEL implementa soluções inovadoras e adaptadas às necessidades de cada empresa e cadeia de valor por meio da educação empresarial.
Suas ações são divididas nas áreas de capacitação para empresas, educação empresarial e estágio. Seus principais clientes são gerentes e coordenadores ligados a indústria. O IEL conta com 96 unidades de atendimento, em cerca de 450 cidades brasileiras.
O seu nome é uma homenagem da CNI ao seu antigo presidente e importante político brasileiro Euvaldo Lodi.
O instituto promove uma premiação anual para reconhecer as melhores empresas de cada estado.

## Áreas de Atuação
- Educação Empresarial
- Gestão Empresarial.
- Estágio
- Competitividade Internacional
- Rede de Tecnologia
- Jovem Aprendiz

## Páginas Externas
- Página Oficial

Site: http://www.portaldaindustria.com.br/iel/